# نیوواشینگتن (ایندیانا)
نیوواشینگتن (به انگلیسی: New Washington) یک منطقهٔ مسکونی در ایالات متحده آمریکا است که در شهرستان کلارک، ایندیانا واقع شده‌است. نیوواشینگتن ۱۳٫۵۲ کیلومتر مربع مساحت و ۵۶۶ نفر جمعیت دارد و ۲۱۹ متر بالاتر از سطح دریا واقع شده‌است.